# Bungonia-Nationalpark
Der Bungonia-Nationalpark ist ein Nationalpark im Südosten des australischen Bundesstaates New South Wales, etwa 30 km südöstlich von Goulburn.
Der Park schließt westlich an den Morton-Nationalpark an. Im Park gibt es Eukalyptuswald und Buschland. Es ist auch ein kleiner Campingplatz mit einfacher Ausstattung verfügbar. Offenes Feuer ist aus Sicherheitsgründen dort verboten.